# Aloysius Simujla
Aloysius Simujla (ur. 22 czerwca 1994 w Monrovii) – liberyjski piłkarz grający na pozycji lewego obrońcy. Od 2021 jest zawodnikiem klubu Mighty Barolle.

## Kariera klubowa
Karierę piłkarską Simujla rozpoczął w klubie FC Fassell. W sezonie 2013 zadebiutował w jego barwach w drugiej lidze liberyjskiej. W sezonie 2013/2014 wywalczył z nim awans do pierwszej ligi oraz zdobył Puchar Liberii. W sezonie 2016 został z nim wicemistrzem Liberii. W latach 2018–2021 występował w LPRC Oilers. W sezonie 2018 wywalczył z nim wicemistrzostwo, a w sezonach 2019 i 2020/2021 dwa mistrzostwa kraju. W 2021 przeszedł do Mighty Barolle.

## Kariera reprezentacyjna
W reprezentacji Liberii Simujla zadebiutował 27 maja 2013 roku w wygranym 1:0 towarzyskim meczu z Irakiem, rozegranym w Bagdadzie.